# Alexei Michailowitsch Schtscheparjow
Alexei Michailowitsch Schtscheparjow (russisch Алексей Михайлович Щепарёв oder Щепарев, auch Andrei Michailowitsch Schtscheparjow; * 30. März 1974 (nach anderen Angaben 22. April 1974) in Belorezk, Baschkirische ASSR) ist ein früherer russischer Crosslauf-Sommerbiathlet.
Alexei Schtscheparjow nahm 2001 in Jamrozowa Polana erstmals an Sommerbiathlon-Weltmeisterschaften teil. Mit Alexei Kowjasin, Dmitri Nikiforow und Iwan Bogdanow gewann er im Staffelrennen die Bronzemedaille. 2003 gewann er in Forni Avoltri an der Seite von Oleg Rudenko, Timur Nurmejew und Kowjasin die Silbermedaille im Staffelrennen. Es war sein einziger Einsatz bei diesen Meisterschaften. Im folgenden Jahr konnte er mit Alexei Mironow, Nurmejew und Sergei Balandin in Osrblie diesen Erfolg wiederholen. Im Sprint lief er auf den siebten Platz, wurde 12. der Verfolgung und verpasste als Viertplatzierter im Massenstartrennen nur um acht Sekunden gegen Alexei Mironow eine Einzelmedaille. Erfolgreich verliefen mit dem Sprinttitel auch die Sommerbiathlon-Europameisterschaften 2001 in Ischewsk sowie die 2004 in Clausthal-Zellerfeld. Schtscheparjow wurde im Sprint Europameister, wurde von Mironow im Verfolgungsrennen auf den Vize-Europameistertitel verwiesen und gewann mit Oksana Neupokojewa, Ljubow Jermolajewa und Mironow im Mixed-Staffel-Wettbewerb den Titel mit der russischen Staffel. National war er 1994 Russischer Meister, 2004 gewann er eine Silber- und zwei Bronzemedaillen.  Nach einer Ausbildung am Staatlichen Pädagogischen Institut Baschkorstostan in Ufa (1991–1995) begann er schon 1998 ebenfalls als Trainer zu arbeiten und wurde 2006 „verdienter Trainer Russlands“. Er trainierte die Mannschaft der Republik Baschkortostan und wurde Jugendtrainer in der höchsten Ausbildungsstufe in Belorezk.